# 양진호
양진호(1972년 8월 12일 ~ )는 한국미래기술의 회장이자 웹하드 업체인 파일노리, 위디스크의 소유주이다.
한국미래기술은 한국인터넷기술원 계열사다. 2012년 2월 산업용 로봇 제조업체로 설립됐고, 2018년 기준 직원 수는 160여명이다. 2016년에는 세계 최초의 인간 탑승형 직립보형 로봇 ‘메소드-2’를 제작했다. 또한 위디스크와 파일노리는 웹하드 업계 1, 2위로 꼽힌다. 위디스크를 운영하는 이지원인터넷서비스는 2017년 매출액 210억원, 영업이익 53억원을 기록했으며, 파일노리를 운영하는 선한아이디는 매출액 160억원, 영업이익 98억원을 올렸다.
2018년 직원을 폭행하는 영상이 유출되면서 사회적으로 큰 파장이 일었고 많은 비판을 받았다.
2018년 11월 7일 경기남부지방경찰청은 갑질 폭행과 음란물 유포 방치, 마약 혐의 등으로 체포하였다.

## 논란과 비판
경기남부지방경찰청이 수사에 나선 상태이다. 양 회장은 음란물 유포 방조, 폭행뿐만 아니라 동물학대 등 다양한 혐의점이 있는 것으로 알려졌으며, 경찰은 "사이버수사대, 지능팀 등으로 구성된 기존 전담팀에 광역수사대까지 투입해 수사 인력을 확대한다"라고 말했다.

### 전현직 직원들에 대한 갑질

#### 전직 직원 폭행
2015년 4월 위디스크 전 직원을 회사로 불러 무차별적으로 폭행한 동영상이 뉴스타파에 의해 공개되면서 큰 파장이 일었다. 영상에서 양 회장은 피해자인 전 직원을 무릎 꿇리고, "네가 뭐 했는지 몰라서 그래? XX야" "이 XX 놈아. 네가 전 대표님한테 욕을 해" "우스워?" "사과 똑바로 해. 살려면 사과 똑바로 해" "죽을 줄 알아"라면서 피해자의 뺨을 세게 때렸다. 피해자가 무릎 꿇고 "죄송합니다"라고 말하자, 양 회장은 "똑바로 해. 큰소리로"라며 다시 피해자의 머리를 손으로 내려치기도 했다. 이때 폭행 현장에서 양 회장의 행동을 만류하는 사람은 아무도 없었다.
해당 영상은 양 회장의 지시로 촬영되었다. 위디스크 관계자는 "기념품(으로 소장할 목적으로) 양 회장이 폭행 영상을 찍으라고 한 임원에게 시켰다"라고 증언했다.
피해자는 위디스크 퇴사 이후 2015년 4월 "양진호1" 등의 아이디로 위디스크 게시판에 "내가 없다고 한눈팔지 말고 매사에 성실히 임하면 연봉 팍팍 올려주겠다", "낮밤이 바뀌어서 일하지만 어디 가도 이만큼 돈 못 받는다" 등의 양 회장을 사칭하는 댓글을 달았고, 양 회장은 해당 댓글을 보고 분노해 피해자를 폭행하였다.
영상이 공개된 이후 2018년 11월 1일, 양 회장은 자신의 SNS에 "그저 회사 조직을 잘 추슬러야겠다는 생각에서 비롯된 저의 독단적 행동이 많은 분들에게 상처가 되었음을 절실히 느낀다"라며 "그 잘못을 깊이 뉘우치고 있다"라는 글을 올렸다. 또한 한국미래기술 회장 등 모든 직에서 물러날 것이며 향후에도 임직원에게 영향력을 미칠 수 있는 어떠한 직분에도 나가지 않겠다는 의사를 밝혔다.

#### 직원 휴대폰 무차별 해킹과 사생활 침해
자기 회사 직원들의 휴대전화를 장기간 불법 도청, 사찰해 온 사실이 확인되었고, 비자금을 관리하는 최측근뿐 아니라, 위디스크는 물론 파일노리 등 자신이 실소유하고 있는 웹하드 업체 직원들의 휴대전화에 '해킹앱'을 설치한 뒤, 통화내용이나 문자메시지, 사진 등을 들여다본 것으로 드러났다. 심지어 통화내역 중 일부는 자동 녹음돼 녹음파일로도 생성돼 있었다. 휴대전화에 저장된 주소록과 직원들의 휴대전화에 담긴 개인정보가 전부 실시간으로 해킹하여 수집한 것이다.

#### 닭 도살 강요
뉴스타파가 공개한 영상에서 양 회장은 석궁을 들고 살아있는 닭을 쐈으며, 직원에게도 석궁을 줘 닭을 잡게 했다. 직원이 석궁 다루기를 어려워하면 "XX야, 장난해?" 등의 욕설과 비난을 쏟아냈다. 또 직원 몇몇에게는 살아있는 닭을 일본도로 베도록 시키기도 했다.

#### 기타
또한 중년 남성 직원들에게 머리를 초록색, 빨간색 등으로 염색하도록 강요하고, 술자리에선 화장실을 가지 못하게 막으며 술을 뿜을 때까지 먹이기도 했다는 내용도 보도됐다. 그밖에도 위디스크 관계자는 뉴스타파를 통해 "워크숍에서 상추를 빨리 씻지 못해 직원을 퇴사시킨 경우도 있었고, 개조한 BB탄 총을 직원들에게 쏘기도 했다"라고 말했다.

### 불법적인 영상 유통 방조
양 회장이 소유한 파일노리, 위디스크 등에서 성범죄 영상물의 유포를 방치하면서 막대한 이익을 벌어들이고 있다는 비판이 일면서, 경찰은 2018년 9월 양 회장의 자택과 위디스크 본사를 대상으로 압수수색을 하였다. 이 일과 관련하여 청와대 국민청원에는 "웹하드 카르텔과 디지털 성범죄 산업에 대한 특별수사를 요구한다"라는 청원이 올라와 20만 명 이상의 동의를 받은 적 있다.
양 회장은 앞서 2011년에도 불법 영상물 유포를 방조하면서 저작권법 위반 및 사기 혐의로 구속된 적이 있다. 2008년 2월부터 영화와 드라마, 일본 음란물 등 불법 저작물 5만 건을 온라인으로 유통해 11억원의 수익을 올렸다는 혐의가 있었다. 또한 MBC와 SBS 등과 저작권 제휴계약을 맺은 뒤, 프로그램 조작을 통해 3번 다운로드할 시 1번만 결제되도록 다운로드 횟수를 조작하여, 저작권료 152억원을 가로챈 혐의도 받고 있었다.

### 마약 혐의
마약류 관리법 위반 혐의도 구속 사유의 하나였으며, 마약검사 결과 대마 양성, 필로폰 음성 판정이 나왔다.

### 회삿돈 추가 횡령 혐의
회삿돈 170억원으로 부동산과 고급 수입차, 고가의 침향, 보이차 구매 등 개인적으로 사용하는 데 쓴 것으로 경찰에서 조사하면서 혐의가 추가로 포착되었다.